# منفصل (خط)
المنفصل عند المهندسين يطلق على ما بقي بعد استثناء الخط الأصغر من خطي ذي الاسمين من أطوله، فإن ذوات الاسمين كل واحد منها خطان متصلان مختلفان بالطول والقصر، فإذا استثني الأقصر من الأطول فما بقي سيسمى منفصلا، لكنه باسم متصله، أي إن كان متصله ذا الاسمين الأول فهو المنفصل الأول وإن كان متصله ذا الاسمين الثاني فهو المنفصل الثاني. مثلا ثلاثة وجذر ثمانية ذو الاسمين الأول وثلاثة إلا جذر ثمانية منفصل أول وجذر ثمانية وأربعين ذو الاسمين الثاني فجذر ثمانية وأربعين إلا ستة منفصل ثان.

## وصلات خارجية
- برهان آخر على القضية الثالثة عشر بعد المائة من المقالة العاشرة من كتاب أصول إقليدس. مكتبة علم المنطق والفلسفة